# Dawn: Portrait of a Teenage Runaway
Dawn: Portrait of a Teenage Runaway è un film televisivo del 1976 diretto da Randal Kleiser.

## Trama
Hollywood, California. La quindicenne Dawn Wetherby fugge da casa e, per potersi mantenere, diventa una prostituta. 

## Novelization
Nello stesso periodo in cui il film usciva nei cinema, Julia Sorel ne scrisse una novelization intitolata Dawn: Portrait of a Teenage Runaway.	

## Sequel
Un sequel, intitolato Alexander: The Other Side of Dawn ed incentrato su Alexander Duncan, l'amico di Dawn, venne realizzato l'anno seguente.

## Citazioni cinematografiche
- I film Gola profonda e Miss Jones sono pubblicizzati su un tendone dopo che Dawn lascia la fermata dell'autobus.
- Nel film è presente un cartellone pubblicitario del film Lo squalo.
- Un poster pubblicitario del film Quel pomeriggio di un giorno da cani è visibile in una scena del film situato su un muro vicino ai Burbank Studios.